# Nicholas Evans
Nicholas Evans (1950-2022) va ser un escriptor dels Estats Units conegut per la seva novel·la "The Horse Whisperer". Va morir el 9 d'agost d'un atac de cor. La novel·la va ser adaptada al cinema amb el títol L'home que xiuxiuejava als cavalls.